# Superkupa Shqiptar 2006
La Superkupa Shqiptar 2006 è stata la 13ª edizione della supercoppa albanese.
La partita fu disputata dal KS Elbasani, vincitore del campionato, e dal KF Tirana, vincitore della coppa.
Per la prima volta non si giocò a Tirana ma l'incontro si tenne a Durazzo nel Niko Dovana Stadium e vinse il KF Tirana 2-0.
Per la squadra della capitale è il sesto titolo e secondo consecutivo vinto segnando un gol per tempo.

## Tabellino
| Arbitro: | Tanush Latifi |

|  |           |                      |
|  | Marcatori | 24’ Salihi 60’ Mukaj |